# Drebach
Drebach – miejscowość i gmina w Niemczech, w kraju związkowym Saksonia, w okręgu administracyjnym Chemnitz, w powiecie Erzgebirgskreis.

## Współpraca
Miejscowości partnerskie:
- Eichenau, Bawaria (kontakty utrzymuje dzielnica Scharfenstein)
- Rhaunen, Nadrenia-Palatynat
- Valeč v Čechách, Czechy